# Can Comaleres
Can Comaleres és una masia de Maçanet de la Selva (Selva) inclosa a l'Inventari del Patrimoni Arquitectònic de Catalunya.

## Descripció
Edifici de planta rectangular, dos plantes i coberta de dues vessants a façana. Té també adossats, a part del mas Can Samsó a la part dreta, coberts d'ús agrícola i ramader a la part esquerra. La porta principal té un arc de mig punt adovellat de mida mitjana i dues de les finestres del primer pis són emmarcades amb pedra i dintell senzill amb impostes escantonades en forma de quart de cercle.

## Història
Mas documentat des del segle xiv amb el nom de "Mas Gelpí".
Fou de la família Comaleres fins al segle xviii.
Dins el conjunt constructiu "Can Samsó-Can Comaleres" la darrera era la casa original i la primera fou feta amb posterioritat i dividida durant el segle xix.
A principis de 1970 es van efectuar reformes menors al teulat i a la façana.